# Hugh Grosvenor, 1.º Duque de Westminster
Hugh Lupus Grosvenor, 1.º Duque de Westminster (13 de outubro de 1825 – 22 de dezembro de 1899), intitulado Visconde Belgrave entre 1831 e 1845, Conde Grosvenor entre 1845 e 1869, e conhecido como Marquês de Westminster entre 1869 e 1874, foi um proprietário de terras, político e criador de cavalos de corrida inglês. Herdou a propriedade de Eaton Hall, em Cheshire, bem como terrenos em Mayfair e Belgravia, Londres, e investiu grande parte da sua fortuna no desenvolvimento dessas propriedades. Embora tenha sido deputado desde os 22 anos e, mais tarde, membro da Câmara dos Lordes, os seus principais interesses não estavam na política, mas sim nas suas propriedades, nas corridas de cavalos e em atividades no campo. Os seus cavalos vevenceram o Derby em quatro ocasiões.

## Vida pessoal

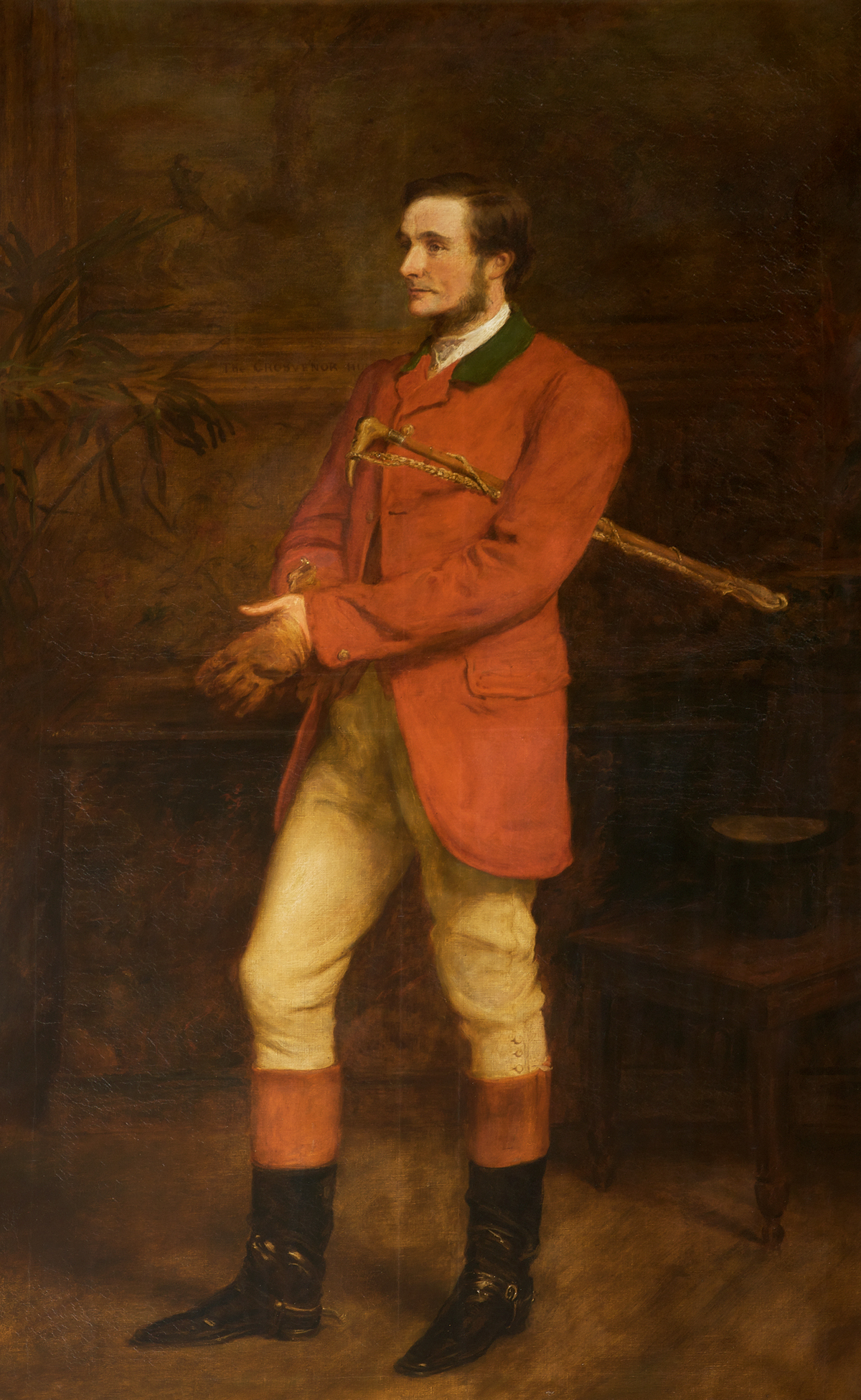
Hugh Grosvenor, 1.° Duque de Westminster

Hugh Lupus Grosvenor nasceu em Eaton Hall, Cheshire, sendo o segundo filho e o mais velho sobrevivente de Richard Grosvenor, 2.º Marquês de Westminster, e de Elizabeth Leveson-Gower, filha mais nova de George Leveson-Gower, 2.º Marquês de Stafford e, posteriormente, 1.º Duque de Sutherland. Foi educado no Eton College e, até 1847, no Balliol College, em Oxford. Deixou Oxford sem concluir o curso para se tornar Membro do Parlamento por Chester. Este assento, um reduto eleitoral da família, tinha sido ocupado pelo seu tio Robert Grosvenor (mais tarde 1.º Barão Ebury), que decidiu mudar-se para um dos dois círculos eleitorais inquestionáveis de Middlesex. Em 1851, fez uma viagem pela Índia e pelo Ceilão.
No ano seguinte, a 28 de abril de 1852, Grosvenor casou-se com a sua prima em primeiro grau, Constance Sutherland-Leveson-Gower, de 17 anos, quarta filha do 2.º Duque de Sutherland. O casamento realizou-se na Chapel Royal do Palácio de St. James, em Londres, e contou com a presença da Rainha Vitória e do Príncipe Alberto. A mãe de Constance tinha sido Mistress of the Robes da Rainha Vitória e uma das suas "favoritas". O primeiro filho do casal, um menino, nasceu em 1853, tendo a Rainha Vitória sido sua madrinha. Até 1874, tiveram onze filhos, dos quais oito sobreviveram até à idade adulta: cinco rapazes e três raparigas.
Em 1880, Constance faleceu devido à doença de Bright (nefrite). Dois anos depois, em junho de 1882, Grosvenor casou-se com Katherine Cavendish, terceira filha do 2.º Barão Chesham e de Henrietta Frances Lascelles. Katherine tinha então 24 anos, sendo mais nova do que o filho mais velho do duque e duas das suas filhas. Tiveram quatro filhos, dois rapazes e duas raparigas. A sucessão ao ducado (e às propriedades) estava destinada a recair sobre os filhos deste segundo casamento, uma vez que, embora o primeiro casamento tivesse produzido cinco filhos que chegaram à idade adulta, nenhum deles deixou herdeiros.

## Vida política

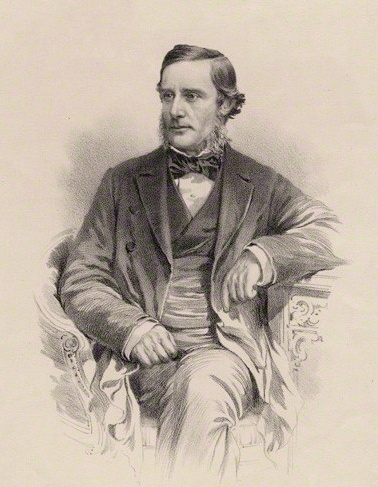
Grosvenor em 1878

Grosvenor foi eleito deputado Whig por Chester em 1847 e representou essa circunscrição até que, com a morte do seu pai em 1869, sucedeu-lhe como 3.º Marquês de Westminster e tomou assento na Câmara dos Lordes. O seu discurso de estreia nos Comuns ocorreu em 1851, num debate sobre distúrbios no Ceilão, pouco depois da sua viagem pelo país. No entanto, mostrou pouco interesse pelos assuntos da Câmara dos Comuns até 1866, quando manifestou a sua oposição ao Projeto de Reforma de Gladstone. Essa oposição contribuiu para a demissão de Gladstone, a eleição do governo conservador de Derby e a aprovação do Segundo Ato de Reforma de Disraeli. Mais tarde, a relação entre Grosvenor e Gladstone melhorou e, nas honras de demissão de Gladstone em 1874, Grosvenor foi nomeado 1.º Duque de Westminster. Quando Gladstone voltou a ser Primeiro-Ministro em 1880, nomeou Grosvenor Master of the Horse, um cargo condizente com o seu interesse por corridas de cavalos, mas "sem uma função politicamente ativa".
Na década de 1880, Grosvenor voltou a discordar de Gladstone, desta vez em relação à Home Rule para a Irlanda. Durante essa disputa, Grosvenor vendeu o seu retrato de Gladstone, pintado por Millais. Dez anos depois, reconciliaram-se novamente ao oporem-se às atrocidades cometidas pelos turcos contra os arménios. Quando Gladstone faleceu em 1898, Grosvenor presidiu a um comité para a criação de um Memorial Nacional a Gladstone, que encomendou estátuas em sua homenagem e reconstruiu a Biblioteca de St Deiniol, em Hawarden, no norte do País de Gales.
Em 1860, Grosvenor formou os Queen’s Westminster Rifle Volunteers e tornou-se seu tenente-coronel, sendo nomeado coronel honorário em 1881. Liderou também a Cheshire Yeomanry como Colonel Commandant a partir de 1869. Além disso, apoiou várias instituições de caridade; foi presidente de cinco hospitais de Londres, da Royal Society for the Prevention of Cruelty to Animals, da Metropolitan Drinking Fountain and Cattle Trough Association, da Gardeners' Royal Beneficent Association, da Hampstead Heath Protection Society, da Early Closing Association, do United Committee for the Demoralization of Native Races by the Liquor Traffic e da Royal Agricultural Society. Foi também membro do Council for the Promotion of Cremation; na época, a cremação era impopular entre a Igreja. Grosvenor foi presidente do Queen’s Jubilee Nursing Fund, uma organização que fornecia enfermeiras distritais para ajudar os doentes pobres, através da qual se associou a Florence Nightingale.
Em 1883, foi nomeado Lord Lieutenant de Cheshire e, com a criação do London County Council em 1888, tornou-se o primeiro Lord Lieutenant do Condado de Londres.

## Desenvolvimento das propriedades

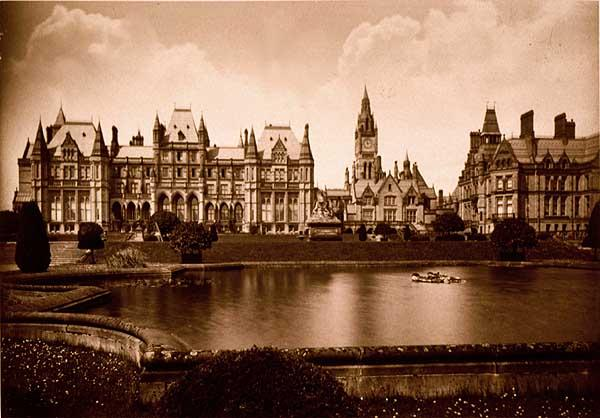
Eaton Hall por Alfred Waterhouse

A sede da propriedade rural dos Grosvenor fica em Eaton Hall, Cheshire. Quando Grosvenor herdou a propriedade, esta valia pelo menos £152.000 por ano (equivalente a £17.740.000 em 2023). Após herdar a propriedade, um dos seus primeiros atos foi encomendar a G. F. Watts uma estátua do seu homónimo, o normando Hugh Lupus, que tinha sido o 1.º Conde de Chester, para ser colocada no pátio de entrada do salão.
Em 1870, Grosvenor encomendou a Alfred Waterhouse o projeto de uma nova residência para substituir o salão anterior, originalmente desenhado por William Porden e posteriormente ampliado por William Burn. O núcleo do edifício original foi preservado, algumas partes foram completamente reconstruídas e outras foram revestidas e remodeladas. Foi construída uma ala privada como residência da família, ligada ao salão principal por um corredor. Waterhouse também projetou a Capela de Eaton e a sua torre do relógio associada, além de redesenhar os estábulos. Diz-se que os convidados do salão "não ficaram particularmente encantados" com o carrilhão de 28 sinos, que tocava 28 melodias e soava a cada quarto de hora, de dia e de noite. A obra levou 12 anos a ser concluída e custou £803.000 (equivalente a £102.160.000 em 2023). O edifício foi descrito como "o exemplo mais ambicioso de arquitetura doméstica em estilo neogótico em todo o país" e como "uma estrutura gótica vasta e sombria".

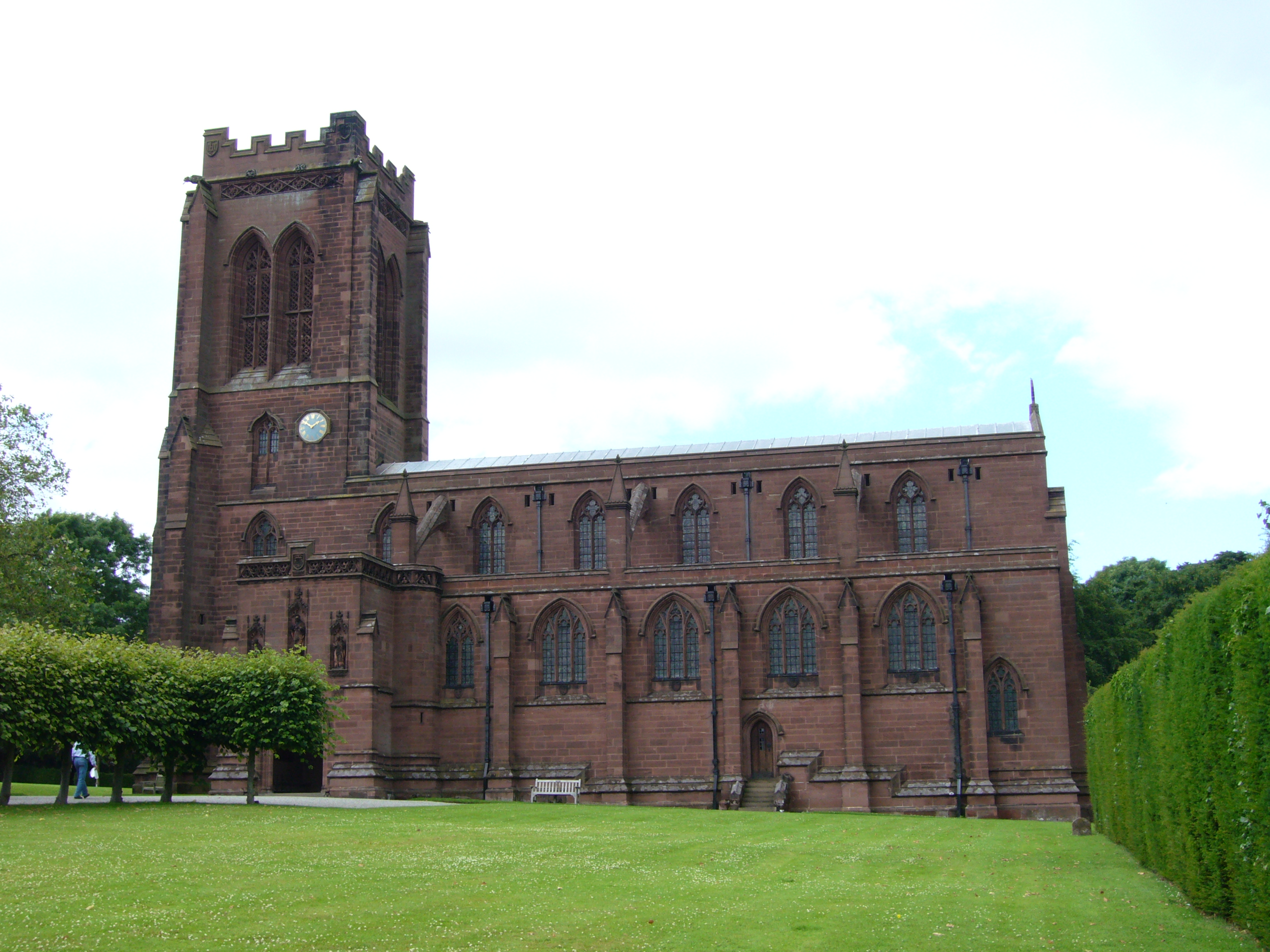
St Mary's Church, Eccleston por G. F. Bodley

Grosvenor financiou a construção de muitos edifícios nas suas propriedades. Foi patrono do arquiteto de Chester, John Douglas. O biógrafo de Douglas, Edward Hubbard, estimou que o duque encomendou quatro igrejas e capelas, oito grandes casas, cerca de 15 escolas e instituições, cerca de 50 quintas (total ou parcialmente), cerca de 300 casas de campo, portarias, ferrarias e afins, duas fábricas de queijo, duas estalagens e cerca de 12 edifícios comerciais (a maioria projetados por Douglas)—e isto apenas na cidade de Chester e na propriedade de Eaton.
Encomendou a G. F. Bodley a reconstrução da Igreja de Santa Maria (St Mary's Church) na vila de Eccleston, na sua propriedade de Cheshire, obra que foi concluída em 1899, o ano da sua morte. Também investiu em Grosvenor House, em Londres, e em Cliveden, em Buckinghamshire, que herdou após a morte da sua sogra. Além disso, construiu pavilhões de caça em propriedades desportivas em Sutherland, na Escócia, que alugava ao seu primo, o Duque de Sutherland.
A riqueza dos Grosvenor provinha principalmente das rendas dos terrenos em Mayfair e Belgravia, em Londres. Estas cresceram de cerca de £115.000 por ano (equivalente a £13.900.000 em 2023) em 1870 para cerca de £250.000 anuais (equivalente a £35.550.000 em 2023) em 1899. Grosvenor supervisionou grande parte da reconstrução de Mayfair e encomendou a arquitetos como Norman Shaw, Aston Webb e Alfred Waterhouse o projeto de novos edifícios. Tinha opiniões próprias sobre estilos arquitetónicos e decoração, preferindo o estilo Rainha Ana ao estuque italianizante preferido pelo seu pai; favorecia o tijolo vermelho e a terracota; queria que o estuque fosse pintado de laranja vivo e as grades em chocolate ou vermelho; e desejava que a Oxford Street fosse pavimentada com blocos de madeira. Oponha-se à utilização de postes e fios telegráficos e não permitia obras durante a temporada social de Londres. Incentivou a instalação de mais urinóis, tanto nas suas propriedades como na cidade em geral, e foi descrito como um "fiscal de planeamento e ordenamento de um só homem".

## Interesses pessoais

O cavalo do duque por Holland Tringham

O principal interesse de Grosvenor eram as corridas de cavalos. Em 1875, estabeleceu um estábulo de corridas em Eaton, empregando eventualmente 30 tratadores e rapazes, com dois ou três garanhões e cerca de 20 éguas reprodutoras. Não via isto tanto como um luxo, mas sim como um dever aristocrático. Nunca jogou nem fez apostas em nenhum dos seus cavalos.
Em 1880, um dos seus cavalos, Bend Or, montado por Fred Archer, venceu o Derby, e obteve mais vitórias na competição em 1882, 1886 e 1899. Com os seus sucessos e a venda de cavalos, considera-se possível que este empreendimento tenha sido autossustentável.
Grosvenor também se interessava por atividades rurais como a caça ao veado e o tiro, tanto nas Terras Altas da Escócia como na sua propriedade em Cheshire, e acrescentou novas peças à coleção de arte da família. Era abstémio e defensor da temperança. Na sua propriedade em Mayfair, reduziu o número de tabernas e cervejarias de 47 para oito.

## Últimos anos e morte

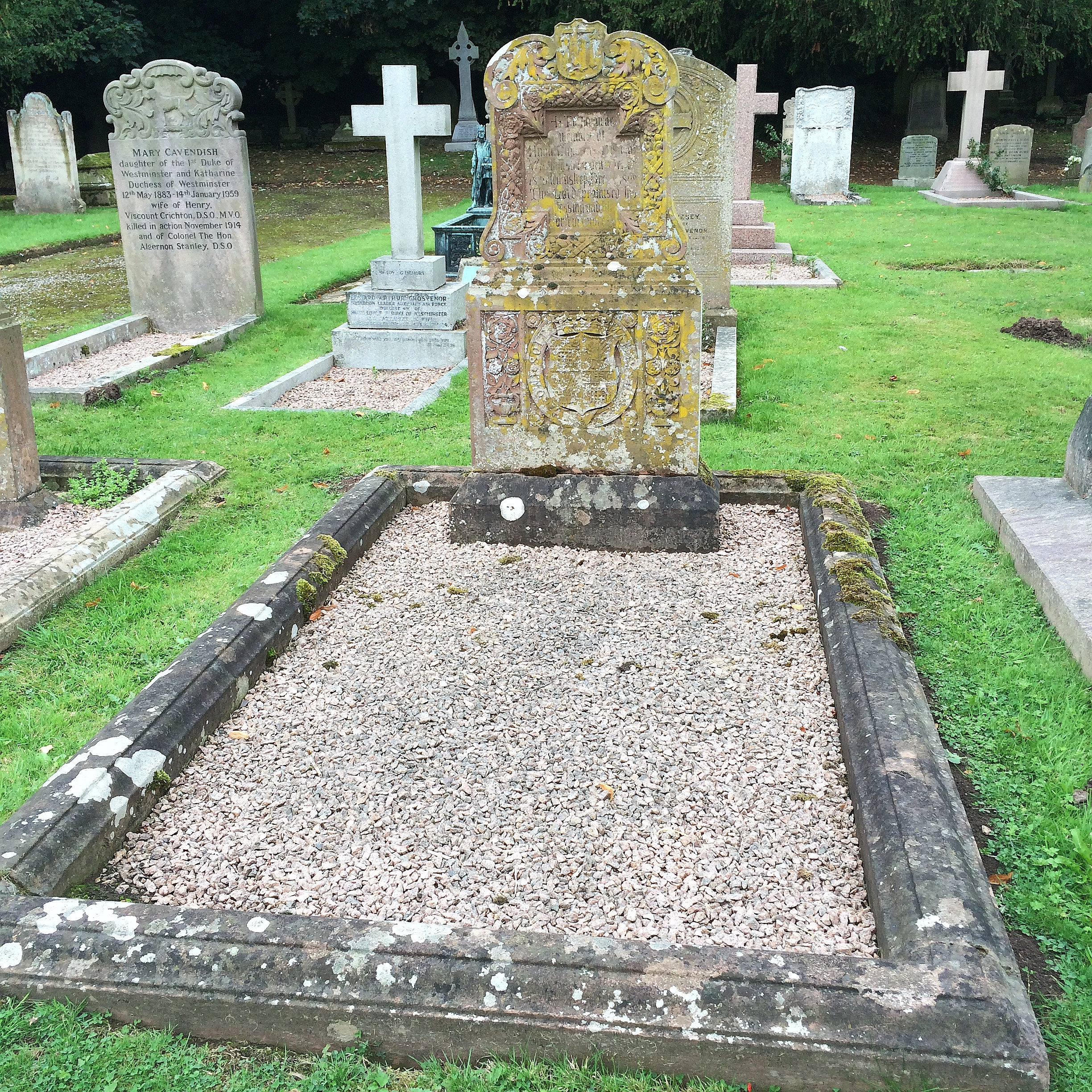
Campa do primeiro Duque.

Em 1899, o último ano da sua vida, apoiou a Lei dos Assentos para Assistentes de Loja (para reduzir a crueldade contra empregadas mulheres), caçou um veado na Escócia, abateu 65 narcejas em uma hora e meia em Aldford, na sua propriedade em Cheshire, e compareceu ao casamento de uma das suas netas, Constance Ashley-Cooper, Condessa de Shaftesbury, em julho.
A 11 de dezembro, enquanto visitava a mesma neta na propriedade dos Shaftesbury, St Giles House, em Dorset, desenvolveu bronquite. Sofria frequentemente de crises de bronquite durante o inverno e foi relatado que estava a recuperar, mas a 20 de dezembro o seu estado agravou-se. Os membros da sua família foram chamados a St Giles, onde faleceu dois dias depois.
Foi cremado no Crematório de Woking e as suas cinzas foram enterradas no cemitério da Igreja de Eccleston, em Cheshire. O 1.º Duque de Westminster teve dois cenotáfios erguidos em sua homenagem, um na Capela Grosvenor da Igreja de Eccleston e outro no transepto sul da Catedral de Chester. Outro memorial foi uma janela de vitral no transepto sul da Abadia de Westminster, dedicada pelo Deão em setembro de 1902.
Foi sucedido no ducado de Westminster pelo seu neto, Hugh. À data da sua morte, era "considerado o homem mais rico da Grã-Bretanha"; o seu património, para efeitos de sucessão, foi avaliado em £594.229 (equivalente a £84,5 milhões em 2023), enquanto os seus bens imobiliários (vinculados e, portanto, não incluídos na sua herança pessoal segundo a legislação da época) foram avaliados em cerca de £6 milhões (equivalente a £853.117.000 em 2023).

## Casamentos e descendência
Em 28 de abril de 1852, ele casou-se com sua prima-irmã Constance Gertrude Leveson-Gower, filha do 2.º Duque de Sutherland. Eles tiveram oito filhos juntos:
- Elizabeth Harriet Grosvenor (m. 25 de março de 1928);
- Beatrice Constance Grosvenor (m. 12 de janeiro de 1911);
- Victor Alexander Grosvenor, Conde Grosvenor (28 de abril de 1853 – 22 de janeiro de 1884);
- Arthur Hugh Grosvenor (31 de maio de 1860 – 29 de abril de 1929);
- Henry George Grosvenor (23 de junho de 1861 – 27 de dezembro de 1914);
- Robert Edward Grosvenor (19 de março de 1869 – 16 de junho de 1888);
- Margaret Evelyn Grosvenor (9 de abril de 1873 – 27 de março de 1929);
- Gerald Richard Grosvenor (14 de julho de 1874 – 10 de outubro de 1940).

Em 29 de junho de 1882, ele casou-se com Katherine Caroline Cavendish, filha de William Cavendish, 2.º Barão Chesham. Eles tiveram quatro filhos juntos:
- Mary Cavendish Grosvenor (12 de maio de 1883 – 14 de janeiro de 1959);
- Hugh William Grosvenor (6 de abril de 1884 – 30 de outubro de 1914);
- Helen Frances Grosvenor (5 de fevereiro de 1888 – 1970);
- Edward Arthur Grosvenor (27 de outubro de 1892 – 26 de agosto de 1929).